# Exotenwald Weinheim
El Exotenwald Weinheim (español : Bosque de Exóticas de Weinheim), es un bosque-arboreto de unas 60 hectáreas de extensión en Weinheim, Alemania.

## Localización
Exotenwald Weinheim "Schlosspark"-Weinheim, Baden-Württemberg, Deutschland-Alemania.
Planos y vistas satelitales.49°33′12.211″N 8°39′57.992″E / 49.55339194, 8.66610889
- Altitud: 110 a 329 m s. n. m.

Se encuentra abierto a diario y la entrada es libre.

## Historia
El arboreto fue creado en 1871 por Christian Friedrich Gustav (1817-1889), antiguo ministro del estado y "Großhofmeister" (burgomaestre) en la corte de Karlsruhe, sobre la base de una finca barroca fundada en 1725. 
Sus plantaciones iniciales fueron extensas, entre 1872 y 1883 plantó unos 12.494 árboles en 36 hectáreas. Los especímenes comprados predominantemente de viveros especializados en Orleans, Gante, y Exeter. Aproximadamente 1460 árboles de secoyas fueron plantados en este intervalo en una zona de 2 hectáreas. 
Aunque el clima no se haya mostrado hospitalario en grado sumo, y el catálogo original de 150 especies ha disminuido posteriormente a cerca de 50, todavía sigue habiendo muchos especímenes maduros, incluyendo plantaciones originales de Calocedrus decurrens, Sequoiadendron giganteum, Pinus jeffreyi, Pinus ponderosa, y Thuja plicata.
Después de la muerte de Gustav, el arboreto fue descuidado por varias décadas hasta que su nieto, Christian Philipp Graf von Berckheim, se hizo su dueño. Este plantó 8.25 hectáreas más de árboles exóticos, con las plantaciones en los años antes de la Segunda Guerra Mundial enfocadas sobre todo en Extremo Oriente y especialmente Japón, incluyendo especímenes de Cercidiphyllum japonicum, Cryptomeria japonica, y Magnolia hypoleuca. 
En 1955 el arboreto fue vendido al estado de Baden-Württemberg. Desde entonces, se han aumentado las colecciones con plantaciones de ejemplares de Suramérica y Nueva Zelanda, con la continuada extensión con ejemplares de Europa, Asia, Norteamérica, y África del Norte, y con un énfasis en árboles procedentes de China y Corea. 
Ahora contiene una colección de árboles de 130 especies diferentes.